# Crecimiento celular
Todos los organismos vivos poseen como unidad fundamental de función y estructura a la célula, esta  únicamente a partir de una célula preexistente y posteriormente la célula tiene vida propia. Mediante varias investigaciones y con la evolución de los instrumentos tecnológicos, se logró descubrir la parte esencial de la vida en el siglo XVII y tras la invención del microscopio se lograron determinar las células en los tejidos animales y vegetales, por último, se encontró similitud en la organización estructural de los organismos.

## Historia
En 1558 fueron publicados los trabajos de Conrad Gesner (Suizo, 1516-1565), donde para identificar la estructura del grupo protista (foraminíferos) utilizaron los primeros lentes de aumento en la historia de la Biología que tenían amplificación entre 10x y 30x, posteriormente se fue descubriendo organismos no visibles por el ojo humano, por lo tanto, estos fueron llamados microorganismos.
Si bien es cierto todas células provienen de otras células (Virchow. 1858) por lo que se origina la división celular (reproducción) que representa el crecimiento de poblaciones de células, donde una célula, conocida como la "célula madre", crece y se divide para producir dos "células hijas", como también el incremento en el volumen del citoplasma y de los orgánulos, y el material genético seguido de la replicación (mitosis).

## Proliferación celular
Las células se desarrollan según el tejido al que pertenezcan , por ejemplo en tejidos epiteliales y hepáticos las células se encuentran en constante división, sin embargo, en tejidos musculares y nerviosos la división de la célula termina poco después de su nacimiento. El crecimiento de organismos microbianos en unicelulares consiste en el aumento de tamaño, mientras que en pluricelulares se da el aumento del número de células y consecuentemente el aumento de tamaño del individuo, a partir de esto las células se dividen en dos grandes grupos: eucariotas y procariotas
Cada tipo de células tiene una forma de crecimiento diferente, no obstante, en ambas el crecimiento consiste en el aumento masa celular y modificación de los orgánulos para lograr cumplir el ciclo de vida de la célula. El periodo de proliferación en bacterias (procariotas) varía de acuerdo el tiempo, un estudio realizado por el Departamento de Microbiología del Instituto "Cornell University, College of Agriculture and Life Sciences" explica como las bacterias que nacen de una sola célula madre llegan a ser un grupo aproximado de 2 097 152 microorganismos en tan solo 5 horas.

## Crecimiento y diferenciación celular

### El ciclo celular y sus características

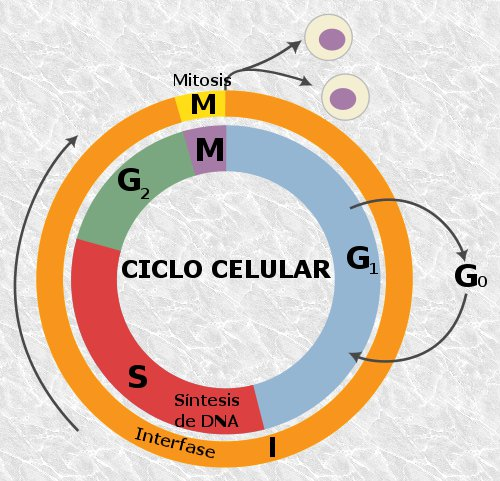
Descripción gráfica del ciclo celular

- Sigue una secuencia ordenada en el tiempo.
- Cada proceso se da una única vez por cada ciclo.
- El proceso ocurre de forma completa e irreversible.
- Puede funcionar bien incluso cuando alguna parte del proceso falla.[3]

#### Ciclo celular en célula eucariota
El ciclo celular describe una serie de acontecimientos que se producen durante la vida de una célula eucariota que se divide en:
1. Mitosis o fase M, que corresponde a la fase de división celular.
2. Fase G1 , que ocupa la mayor parte del ciclo.
3. Fase S, que realiza la síntesis de ADN.
4. Fase G2 donde se prepara la mitosis con una célula tetraploide que entra en la fase M y realiza de un nuevo el ciclo celular.[4]

#### Crecimiento celular procariota
El ciclo celular inicia con la formación de una célula y termina con la división para formar dos células hijas, el crecimiento procarionte está conformado por tres ciclos y a diferentes tiempos.  El primero de ellos es conocido como la fase C y es donde se produce la replicación del ADN, posteriormente la célula inicia el proceso de división cromosómica por fisión binaria y finalmente en la fase D se produce el proceso de separación y creación de dos nuevas células.
El crecimiento en organismos unicelulares es estudiado a escala individual y a escala poblacional, sin embargo, las investigaciones se centran en el crecimiento de poblaciones debido a que se emplean los microorganismos para trabajar con medios de cultivos.

### Potencialidad de una célula
Las células tienen la capacidad de diferenciarse entre sí de acuerdo a su tipo de crecimiento, existen células de potencia máxima que tienen la capacidad de total para ser reconocidas y son llamadas totipotentes, por otro lado, las células con menos capacidad son llamadas pluripotentes y se las encuentra generalmente en capas germinativas de plantas como en el endodermo.
Finamente células multipotentes y unipotentes son las células que tienen menor potencia, por ende, es difícil reconocerlas al igual que terminar el crecimiento de sus organelos.

#### Genes de la diferenciación celular
Los genes de las células varían debido a que la célula se desarrolló en ambientes diferentes a otra, por lo tanto, mantuvo relaciones diversas con otras células. Existen dos clases de genes de diferenciación:
| Tipo de gen           | Características |
| --------------------- | --- |
| De mantenimiento      | Constituyen el 20% de la célula, encargados de realizar las funciones principales dentro de la célula.                  |
| Específicos de tejido | Constituyen el 80% de la célula, se activan solo en el proceso de diferenciación celular para especializar cada célula. |

## Etapas del crecimiento celular
- Fase I o fase de latencia: En esta fase no se aumenta la concentración de células, debido a que se están ajustando a su nuevo entorno por lo que tendrán que reajustar una nueva forma metabólica para poder consumir los nutrientes.[7]
- Fase II o crecimiento exponencial: La velocidad de crecimiento de la célula es proporcional a la concentración de las células debido a que estas se dividen con rapidez porque las rutas enzimáticas para metabolizar están en ejecución gracias a todos los nutrientes que esta le brinda.[7]
- Fase III o estacionaria: Las células logran ocupar un espacio biológico donde la falta de nutrientes, acumulación de ácidos orgánicos, materiales tóxicos y metabolitos van a limitar su crecimiento hasta que lleguen a cero.[7]
- Fase IV o fase de muerte celular: En esta fase ocurre una disminución en la concentración de células vivas, esto es provocado por el agotamiento de nutrientes y subproductos tóxicos.[7]

### Desarrollo de células madre

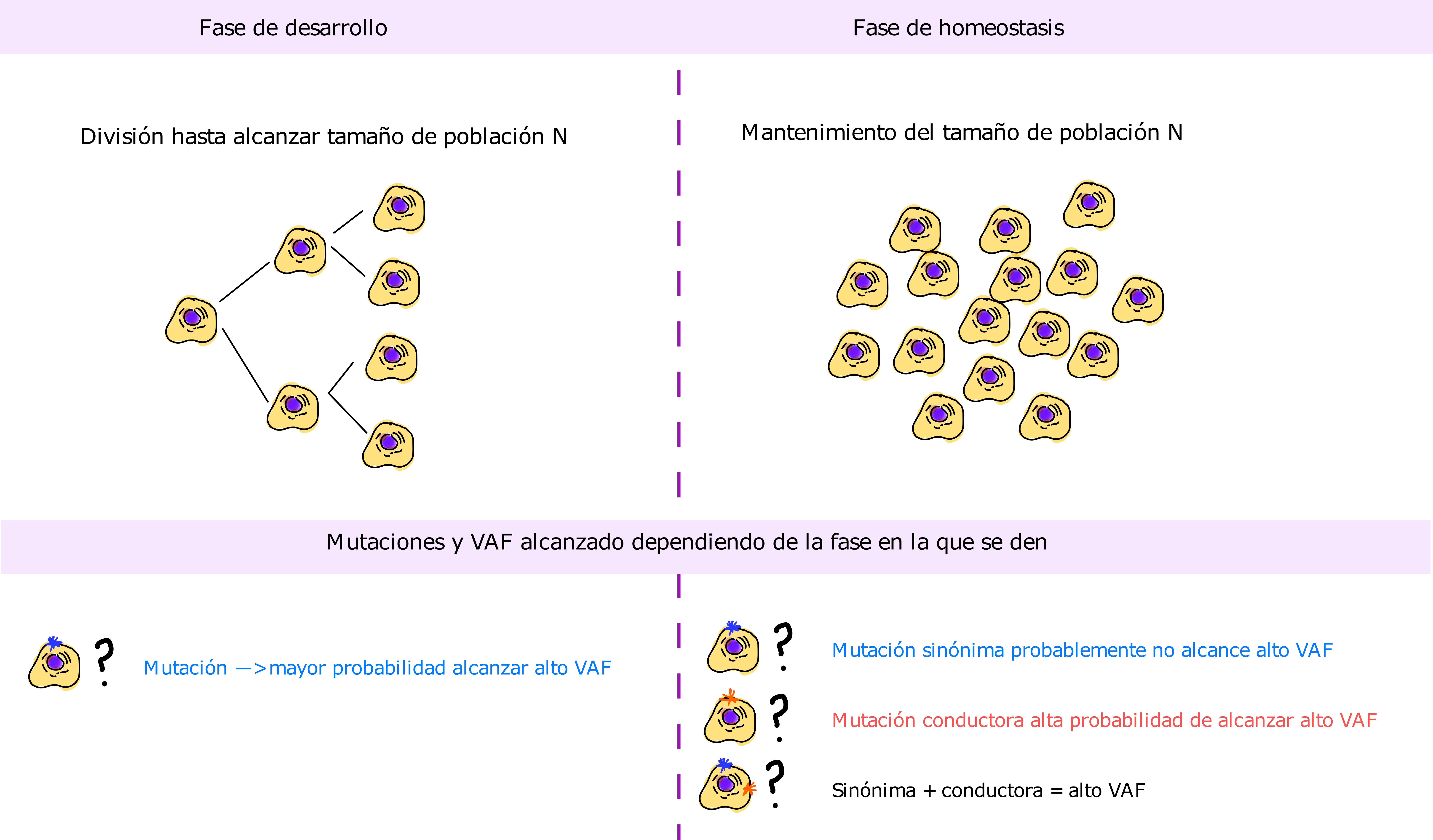
Esquema del crecimiento de células madre y mutaciones

En un estudio llevado a cabo por Poon, G.Y.P., Watson, C.J., Fisher, D.S. et al., se plasma que en la fase inicial de desarrollo, las células madre crecen exponencialmente a partir de una sola célula hasta alcanzar un tamaño de población fijo, N. Luego, en la fase posterior de homeostasis de células madre se mantiene en N gracias a la autorrenovación estocástica y diferenciación terminal a la misma velocidad, 1/τ, donde τ es el tiempo entre las divisiones simétricas de las células madre. Dependiendo de la fase en la que se produzca una mutación, esta tendrá mayor o menor probabilidad de presentar altos VAF.

## Crecimiento y desarrollo celular normal
En tejidos normales, el crecimiento de nuevas células y la muerte de células viejas se mantienen en equilibrio, debido a que cada día mueren miles de células, así como también se generan células nuevas que toman el lugar de las que mueren., por lo que el crecimiento celular normal se basa en la división secuencial de las células y la repartición correcta de sus funciones, por ejemplo, una célula de la epidermis produce dos células de forma simultánea, una de ellas se “une” a la capa que forma la epidermis, y la otra continua dividiéndose en otras dos, y así sucesivamente.

### El Ciclo Celular

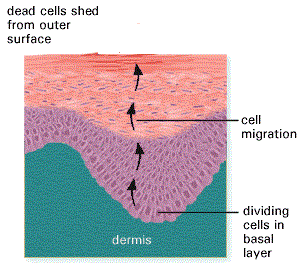
Crecimiento celular

La capa externa de la piel (epidermis) tiene un grosor en la que se encuentran alrededor de una docena de células, por lo tanto estas están en la base de la capa basal , donde se dividen la misma proporción que las células liberadas de la superficie. Cada vez que se divide una de estas células basales, produce dos células. Una permanece en la capa basal y continúa su división, mientras que la otra sale de la capa basal y no se divide. Por lo tanto, el número de células que se dividen en la capa basal va a ser igual al número de las que no se dividen.

### Procesos celulares
Para que este proceso se lleve a cabo, es necesario la ejecución de dos pasos: la proliferación y la apoptosis .

#### Proliferación
Es el crecimiento y la reproducción de las células que se da de un modo controlado y depende de las necesidades del organismo, así como del tejido que se va a proliferar, así por ejemplo, las células que conforman el hígado se dividen solo si se extrae parte del órgano, o en el caso de los glóbulos blancos que han perdido su capacidad de división. Los factores externos como la temperatura, el pH o la concentración de nutrientes, también juegan un papel muy importante porque pueden acelerar o retardar el proceso de proliferación .

#### Apoptosiso "suicidio celular"
Es el mecanismo donde las células viejas o dañadas se autodestruyen, esto puede ocurrir durante el desarrollo de la célula y se refiere a una forma de muerte celular que está vinculada con las enfermedades cardiovasculares, se genera por la necesidad de eliminar aquellas células que ya no son necesarias dentro del cuerpo .

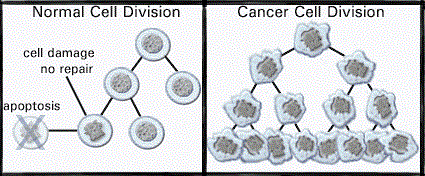
Procesos celulares

Por lo tanto si estos procesos celulares no son equilibrados y se desestabilizan ya sea que las células proliferen de forma incontrolada o no mueran en el momento apropiado, o ambas cosas, esto puede provocar cáncer.

## Crecimiento celular anormal
No todo crecimiento celular anormal debe ser precisamente canceroso. Por ejemplo, "el término hiperplasia hace referencia a un tipo de bulto no canceroso que consiste en células que se dividen rápidamente, lo que genera un número más grande de lo usual de células normales", como la callosidad en las manos cuando se aprende a balancear ya sea una raqueta de tenis o un palo de golf, a esto se lo denomina hiperplásticas cutáneas, pero también hay casos irreversibles donde se puede dar el incremento del cáncer.

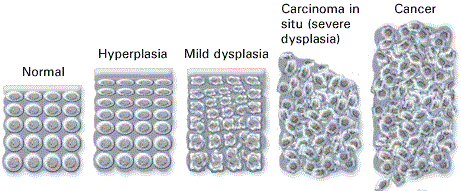
Crecimiento celular anormal (cáncer)

La displasia es un bulto celular anormal de tipo no canceroso cuando es detectado a tiempo, caso contrario puede progresar y conllevar al cáncer como el cáncer cervical,  estos bultos presentan pérdida de distribución del tejido normal y de la estructura celular, por lo tanto pueden presentar cambios en ADN y en estructuras celulares como el núcleo.

## Desarrollo de cáncer
| Iniciación | - Una mutación inactiva un gen supresor de tumores. - La célula mutada prolifera                   |
| Promoción  | - Una mutación inactiva un gen reparador de DNA. - La mutación de un protooncogén crea un oncogén. |
| Progresión | - Las mutaciones inactivan otros genes supresores de tumores y posteriormente se genera el cáncer. |

## Factores del crecimiento celular
Uno de los factores del crecimiento es una proteína liberada por ciertas células que estimulan a otras células a dividirse, es decir tiene la capacidad de promover la mitosis , como en el caso del factor de crecimiento derivado de plaquetas PDGF, que es sintetizado por las células sanguíneas llamadas plaquetas.
Cuando una población celular alcanza una cierta densidad, la disponibilidad de nutrientes se vuelve insuficiente para permitir el crecimiento y división celular, por lo tanto la inhibición depende de la densidad y de la dependencia de anclaje que funcionan en los tejidos del cuerpo, es así como las células cancerígenas no presentan ni inhibición dependiente de la densidad ni dependencia de anclaje.
Las moléculas que regulan el crecimiento son normalmente proteínas que componen la matriz extra-celular y son las que establecen la existencia de tres factores de crecimiento del organismo, por lo tanto del crecimiento celular.
- Mitógenos: encargados de estimular la división celular, mediante el control celular del ciclo[16]
- Factor de crecimiento: encargados de estimular el crecimiento de masa de células mediante las síntesis de proteínas e inhibición de macromoléculas.[16]
- Factor de supervivencia: supervivencia de la célula gracias al proceso de apoptosis[16]

## Trastornos del crecimiento celular
Varios trastornos pueden ocurrir a nivel celular y éstos, en consecuencia, sustentan gran parte del curso subsiguiente de cáncer, donde un grupo de células muestran un crecimiento y división incontrolado que sobrepasa los límites normales, esto ocasiona la destrucción de tejidos adyacentes e incluso puede llegar a la metástasis que es la propagación a otras localizaciones en el cuerpo vía linfa o sangre.

## Probabilidad de mutación
Sir. McFarland Burnet, el prominente teórico australiano de la inmunología, ha calculado que en el ser humano las células se replican en millones constantemente, por lo que existe una gran probabilidad de mutación por cada 10 000 replicaciones, pero favorablemente la mayoría de estas se autocorrigen, o no están relacionadas con la transformación neplástica de la célula, pero sin embargo algunas pueden inducir al desarrollo del cáncer debido al alto riesgo de mutación, y es así como células normales pueden llegar a sufrir estas alteraciones.

## Control del crecimiento celular
Mediante el estudio de los genes se descubrió que se podía controlar a estos virus generadores de cáncer, donde su origen depende de los oncogenes, que son mutaciones de genes que ayudan al control del crecimiento celular, por lo tanto en un crecimiento normal la célula está sometida a un control por inhibición por contacto, mientras que las células cancerosas no están sujetos a ningún tipo de control.

## Fenómenos moleculares del crecimiento celular
Cuando en el crecimiento celular intervienen moléculas y anomalías de las vías intercelulares que pueden provocar el crecimiento de células anormales, esto da origen a diferentes enfermedades como cáncer. Los factores de crecimiento inducen la proliferación celular modificando la expresión de genes que actúan sobre las vías reguladoras del crecimiento normal, caso contrario cuando estos genes son controlados durante el crecimiento se da una regeneración normal. Por otro lado las alteraciones estructurales de esos protooncogenes puede convertirlos en oncogenes, que favorecerá al crecimiento celular del cáncer; es decir, la proliferación celular normal y anormal siguen vías semejantes.

### Mecanismos de señalización intercelular
1. Señalización autocrina: Las células responden a moléculas de señalización que ellas mismas secretan, por lo que forman un papel importante en la regeneración hepática y en los tumores, debido a que las células tumorales producen un exceso de crecimiento y proliferación.[19]
2. Señalización paracrina: Célula que produce sustancias que actúan sobre una célula diana próxima, esta se la encuentra en las curaciones de las heridas y en la reparación del tejido conjuntivo.[19]
3. Señalización endocrina: Las hormonas sintetizadas por células de los órganos endocrinos, actúan sobre células diana muy alejadas, que son transportadas por la sangre.[19]

### Receptores de la superficie celular

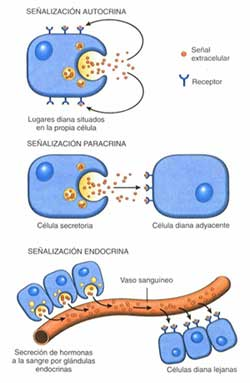
Regulación

| Tipo                     | Descripción |
| ------------------------ | --- |
| Actividad Intrínseca     | Región intracelular ligada a la región citosólica, se produce toda unión de factores de crecimiento (FGF, PDGF) que normalmente son proteínas diméricas.                                          |
| Sin actividad Intrínseca | La región intracelular y citosólica no se unen en su totalidad, debido a que existe participación de otras proteínas en el proceso como en el caso de tirosina cinasa, que fosforila al receptor. |
| Proteínas G              | Contienen unidades que atraviesan la membrana y cuya función radica en liberar receptores de quimiocinas inflamatorias y hormonas como la epinefrina y el glucagón.                               |

## Regulación celular

### Replicación de ADN cromosómico
La relación entre la división celular y la replicación del ADN se basa en la concentración de orígenes de replicación, es decir, conforme la célula crece la capacidad de duplicar su material genético desciende hasta que el crecimiento del microorganismo permita que se renueve la concentración y se repita el proceso. La replicación cromosómica se realiza en la zona llamada oriC donde se da la duplicación del mesosoma y nacen dos más los cuales son fundamentales para la copia del cromosoma. Posteriormente cada mesosoma se traslada a una célula hija de modo que los cromosomas son distribuidos por toda la estructura del unicelular.
Un dato interesante corresponde a la idea de que cuando el núcleo aumenta su volumen, es decir, se duplica su ADN, sin que el citoplasma también aumente, la célula entra en el proceso de división. La forma del núcleo es cambiante y se adapta a la forma de la célula, es redondo en células embrionarias y elíptico en células cilíndricas

### Regulación del ciclo celular
Consiste en una serie de factores que condicionan y dirigen el proceso de la célula, estos factores son:

#### Regulación o control intracelular
Proceso controlado básicamente por proteínas que se activan e inhiben entre ellas dependiendo del proceso que se vaya a realizar durante el ciclo. Así se tienen dos tipos: los complejos cdk-ciclina, que son aquellas que permiten el progreso del procedimiento; y las pequeñas familias de proteínas que inhiben el ciclo impidiendo la proliferación celular, las CIP y las INK4.
Todas ellas trabajan en periodos distintos de tiempo y con una precisión adecuada, esta se debe principalmente a la existencia de un complejo de degradación llamado ubiquitina-proteasoma encargado de eliminar las proteínas innecesarias en cada fase del proceso

#### Regulación o control extracelular
Proceso controlado por mitógenos, factores de naturaleza proteica que estimulan la división celular a través de la activación de proteínas. Es decir, sin ellos, no podría realizarse el control intracelular del ciclo

## Crecimiento microbiano
Los microorganismos deben disponer de fuentes de energía y materia prima para desarrollar sus componentes, necesitan de carbono, hidrógeno, oxígeno, fósforo, azufre y nitrógeno, al igual que la cantidad de nutrientes adecuada. Para lograr determinar el crecimiento de microorganismos se analiza el incremento de la población celular en un tiempo determinado por lo que se puede calcular la velocidad en la que las células se proliferan de manera cuantitativa.

### Tiempo de generación
| Generación     | Número de células |
| -------------- | ----------------- |
| 1.ª generación | 2 células (21)    |
| 2.ª generación | 4 células (22)    |
| 3.ª generación | 8 células (23)    |
| 4.ª generación | 16 células (24)   |
| 5.ª generación | 32 células (25)   |

La síntesis celular se da sobre la base de reacción de polimerización en donde los polímeros se sintetizan a partir de monómeros, de esta manera, forma se forman estructuras como pared celular, flagelos, ribosomas, cuerpos de inclusión, etc.
El tiempo de generación es considerado como el tiempo en el cual la célula genera dos células hijas nuevas, este depende de la nutrición y de factores genéticos, normalmente, la célula tiene la capacidad de duplicar su número en cada generación.

### Técnicas de medición
Existen técnicas utilizadas para medir el crecimiento microbiano haciendo referencia una población o a un solo microorganismo, entre ellas existen:
Determinación del número de células

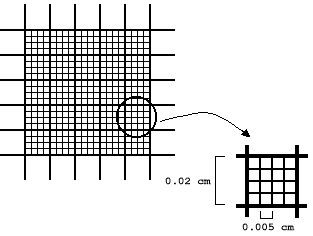
Cámara de recuento microbiano de Petroff-Hausser.

Consiste en insertar a las células en una cámara para hacer el proceso de tinción, lo que permite determinar el número de microorganismos que se han desarrollado en la dilución de la muestra en el volumen de la cámara. Existen cámaras con las cuales se puede identificar el número de células muertas y vivas para predecir cual será la cantidad de células crecientes en un tiempo definido.
Determinación de la masa celular
Esta técnica es utilizada para medir el peso de las bacterias, es un método muy utilizado debido a que si la población aumenta la masa celular conjunta también lo hace por lo que se puede precisar el crecimiento total. De la misma forma se puede determinar mediante esta técnica la cantidad de nitrógeno y proteínas en las células según el aumento de la población.

## Factores que controlan el crecimiento celular
Las condiciones indispensables para que se del desarrollo de la célula son llamadas factores de crecimiento, entre las más necesarias para células procariotas se encuentran: temperatura, pH y presión osmótica.

### Temperatura
En el desarrollo de bacterias la temperatura es un factor que determina la multiplicación celular, es decir, existe un rango de temperatura donde la duplicación de la bacteria se deteriora (temperatura mínima) al igual que la temperatura adecuada para que esta cumpla con su ciclo (temperatura óptima). Existen bacterias que se caracterizan por poder desarrollarse en condiciones extremas, por ejemplo bacterias Psicrófilas que pueden realizar el proceso de división en un ambiente de 10 °C hasta 20 °C y por otro lado, bacterias Termófilas que sobreviven a temperaturas de 50 °C hasta 60 °C. El crecimiento dependerá de la temperatura a la que está sometida la célula al igual que a la clase de microorganismo.

### pH
En el crecimiento de las bacterias la membrana tiene la capacidad de regular el pH y mantenerlo neutro, el unicelular puede soportar variaciones entre 3 y 4 unidad de pH, de lo contrario el proceso de crecimiento no se efectúa. La mayoría de bacterias son neutrófilas y regulan el pH, sin embargo, existen excepciones donde el microorganismo es capaz de vivir en un pH de 9 o en variaciones del mismo.

### Presión osmótica
El desarrollo de la pared celular durante el crecimiento de la bacteria es indispensable para que soporte grandes presiones, entre otras consecuencias en las que la presión osmótica interviene se puede determinar:
- La determinación genéticas se da cuando un conjunto de células se reproducen en un determinado tiempo.
- La disminución brusca del número de células.
- El aumento de la producción celular.

División de célula procariota por fisión binaria

- La muerte celular.[28]

## Alteraciones durante el crecimiento celular

### Trastornos de adaptación celular
Producidos como una respuesta a la adaptación de las células a los cambios o demandas que se le imponen, entre estos se pueden encontrar:
1. Hiperplasia: Aumento en el número de células de un tejido u órgano
2. Hipertrofia: Aumento del tamaño celular, lo que origina el aumento del tamaño del órgano
3. Atrofia: Disminución del tamaño celular, puede ser reversible. Será patológica numérica cuando disminuye el número de células o patológica cuantitativa cuando disminuyen su tamaño[29]

### Alteraciones de la señalización celular
Un ejemplo muy claro y común, es el cáncer. Las células cancerosas proliferan en contra de sus limitaciones normales e invaden territorios reservados para otras células, en un proceso conocido como metástasis. El resultado son rutas de señalización constitutivamente activas, que dan órdenes de proliferación celular sin posibilidad de control externo

## Métodos de medición del crecimiento celular
El crecimiento celular se puede detectar por varios métodos, es decir este crecimiento del tamaño de la célula puede ser visualizado por microscopia, utilizando la tinción adecuada como Tripán azul que se la utiliza para contar solo las células viables.
Métodos menos exigentes, escalables, incluyen el uso de citómetros, mientras que la citometría de flujo permite combinar los recuentos de células (los "acontecimientos") con otros parámetros específicos: sondas fluorescentes para membranas, citoplasma o núcleos, células muertas o células viables, tipos de células, diferenciación celular, expresión de un biomarcador, entre otras.
Junto al aumento del número de células, se puede evaluar el crecimiento de la actividad metabólica. Por ejemplo, el diacetato de carboxifluoresceina y la calceína determinan (fluorimétricamente) no solo la funcionalidad de la membrana (retención de la coloración), sino también la funcionalidad de las enzimas citoplásmicas (esterasas). El ensayo MTTs (colorimétrico) y el de la resazurina (fluorimétrica) dosifican el potencial redox mitocondrial.
Todos estos ensayos pueden correlacionarse bien o no, dependiendo de las condiciones de crecimiento celular y aspectos deseados (actividad, proliferación). La tarea se complica aún más con células de diferentes poblaciones, y por extensión al combinar las interferencias de crecimiento celular o toxicidad.

### Medición de crecimiento microbiano
| Tipo de Método | Técnicas |
| -------------- | --- |
| Directo        | - Recuento del número de células en una cámara Thoma - Peso seco celular - Determinación de nitrógeno o de proteínas totales - Determinación de DNA |
| Indirecto      | - Recuento de colonias en placa - Recuento sobre filtro de membrana - Consumo de oxígeno - Liberación de dióxido de carbono - Concentración de un enzima constitutivo - Decoloración de un colorante - Incorporación de precursores radiactivos - Medida de la turbidez |